# Buddelundiella zimmeri
Buddelundiella zimmeri is een pissebed uit de familie Buddelundiellidae. De wetenschappelijke naam van de soort is voor het eerst geldig gepubliceerd in 1930 door Verhoeff.